# Weka
Weka (latin: Gallirallus australis) er en fugleart, der lever på New Zealand.